# Charles Recher

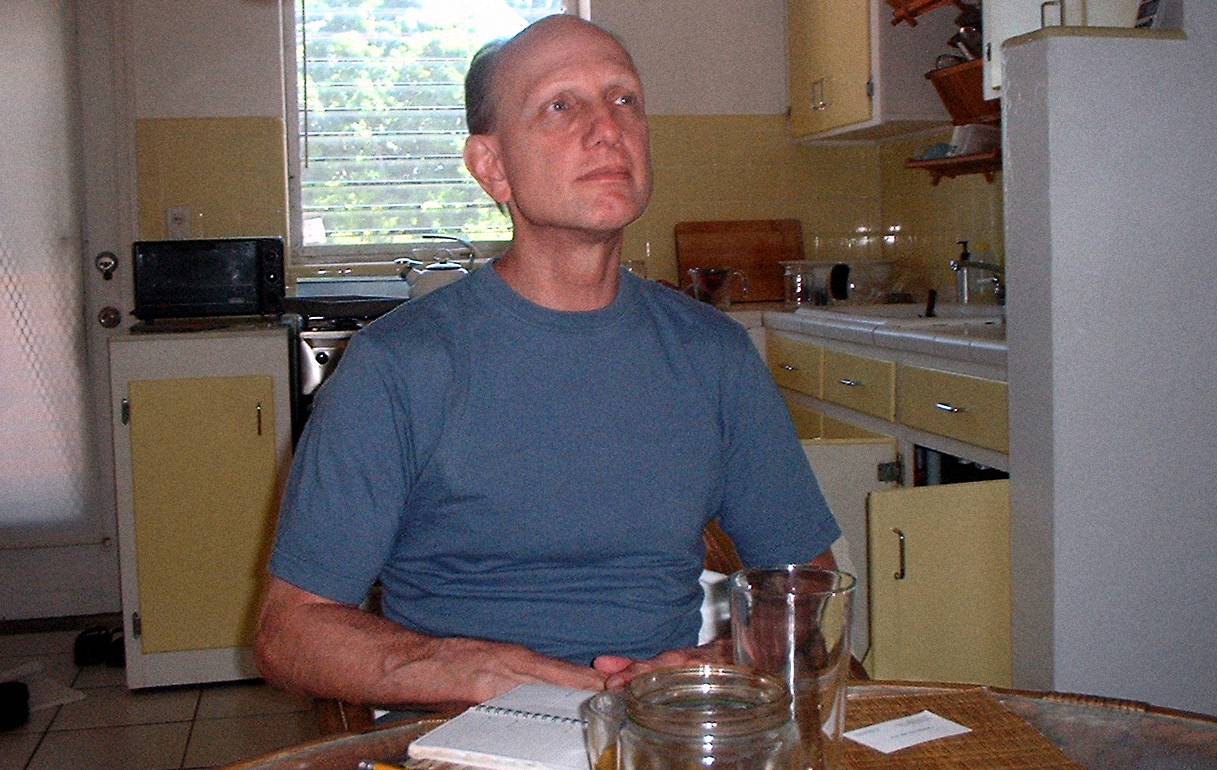
Charles Recher, 2002

Charles Recher (* 8. Februar 1950 in Fort Lauderdale, Florida; † 26. Januar 2017) war ein US-amerikanischer Installationskünstler.

## Leben und Werk
Rechers erstes öffentliches Werk, das Anfang der 1970er Jahre entstand, war die Filminstallation Pushing. Es folgten mehr als 100 Filme und Videos sowie unterschiedliche Installationen, gefördert u. a. durch das Florida Cultural Consortium und das National Endowment for the Arts. Sein Werk wurde u. a. im Programm Masters of the Avant-Garde des Carpenter Center for the Arts der Harvard University vorgestellt.
Recher gründete das Experimental Film-Video Program am Miami-Dade College, wo er fünfzehn Jahre lang unterrichtete. Daneben gab er Gastvorlesungen an der Universität von Havanna und der Harvard University.
Weitere Werke waren u. a. der "Electrowave" Bus, ein Bus, der durch die Straßen von South Beach fuhr, während von innen an seine Fenster Bilder von Palmen, Wellen, Tänzern und Seegrasfeldern projiziert wurden; Volcano, ein mehr als drei Meter hoher feuerspeiender fahrender "Vulkan"; Face II, eine Videoinstallation in einer Schaufensterfront; Bike, ein Fahrrad mit einem Filmprojektor, der durch das Treten der Pedale betrieben wurde.
2005 schuf er mit dem Komponisten Gustavo Matamoros für das Miami Performing Arts Center die Installation Cars & Fish. Eingeleitet von einem Umzug als Sumpfgeschöpfe verkleideter Kinder wurden hier zur Musik von Matamoros auf fußballfeldgroßen Projektionsflächen Aufnahmen von Auto- und Wasserstraßen einander gegenübergestellt.
Rechers jüngstes Werk war Kwagh-hir, eine Dokumentation über das traditionelle Theater der Tiv in Nigeria.